# WS-Agreement
WS-Agreement ist eine Spezifikation des Global Grid Forums aus dem Jahr 2005 und steht im Kontext der WS-*-Spezifikationen. In einer serviceorientierten Architektur steht für den Konsumenten eines Service im Vordergrund, verbindliche Aussagen über Qualität, Verfügbarkeit und ähnliche Parameter zu bekommen. Im Regelfall kann ein Serviceanbieter darüber aber keine pauschale Aussage treffen, sondern muss dies basierend auf seiner momentanen Auslastung und vergleichbaren Umgebungsbedingungen tun. Werden schließlich Zusagen gemacht, so ist es auch nötig, deren Einhaltung zu überwachen, um den Servicenutzer im Falle einer Nichteinhaltung zu benachrichtigen. WS-Agreement widmet sich diesem Problem und beinhaltet daher Mechanismen, um einerseits Serviceanforderungen, -garantien und -beschreibungen zu formulieren und andererseits deren Einhaltung zu überwachen. Konkret geht es um die technische „Formulierung“ von Service-Level-Agreements. Eine Alternative zu WS-Agreement ist die von IBM 2001 veröffentlichte Spezifikation WSLA (Web Service Level Agreement).

## Einordnung im Kontext von WS-*
WS-Agreement ist wie alle Standards aus WS-* modular ausgelegt und versucht somit nicht, das Rad neu zu erfinden. Daher verlässt sich WS-Agreement auf andere Standards. Konkret sind dies
- der W3C-Standard WS-Addressing sowie
- die drei Unterspezifikationen WS-ResourceProperties, WS-ResourceLifetime und WS-BaseFaults, die Teil des OASIS-Standards WS-Resource Framework (WSRF) sind.